# Kanton Saint-Martin-de-Seignanx
Kanton Saint-Martin-de-Seignanx (francouzsky Canton de Saint-Martin-de-Seignanx) je francouzský kanton v departementu Landes v regionu Akvitánie. Tvoří ho osm obcí.

## Obce kantonu
- Biarrotte
- Biaudos
- Ondres
- Saint-André-de-Seignanx
- Saint-Barthélemy
- Saint-Laurent-de-Gosse
- Saint-Martin-de-Seignanx
- Tarnos